# Замостье (Дедовичский район)
Замостье — деревня в Дедовичском районе Псковской области России. Входит в состав Дубишенской волости Дедовичского района.
Расположена на реке Белка (при впадении в неё реки Липня), на севере района, в 12 км к северу от районного центра, посёлка Дедовичи, и в 8 км от волостного центра, деревни Дубишно.

## Население
Численность населения деревни на 2000 год составляла 33 человека.

## История
До 3 июня 2010 года деревня была в составе ныне упразднённой Крутецкой волости Дедовичского района.